# Diphycerus alcedo
Diphycerus alcedo är en skalbaggsart som beskrevs av Gilbert John Arrow 1920. Diphycerus alcedo ingår i släktet Diphycerus och familjen Melolonthidae. Inga underarter finns listade i Catalogue of Life.